# Verkiezingen in de Verenigde Staten 2021
Op 2 november 2021 werden verkiezingen georganiseerd in de Verenigde Staten voor verschillende overheden. Na afloop waren politiek analisten verdeeld over de implicaties van de uitslag. In vergelijking met verkiezingsjaar 2020 was het een beter jaar voor Republikeinen, die vooral profiteerden van een heel hoge opkomst onder hun kiezers.

## Verkiezingen

### Federaal niveau

Uitslagen van de special elections voor het Huis van Afgevaardigden in 2021

Op federaal niveau was er in 2021 sprake van een zogenaamde off year-verkiezing, waarin noch een presidentsverkiezing noch een midterm-verkiezing plaatsvindt. Tussen 20 maart en 2 november werden wel verschillende verkiezingen gehouden om vacante zetels in het Huis van Afgevaardigden in te vullen, zogenaamde special elections:
- 20 maart 2021: Julia Letlow (R) verkozen met 65% in het 5e congresdistrict van Louisiana
- 24 april 2021: Troy Carter (D) verkozen met 55% in het 2e congresdistrict van Louisiana
- 1 juni 2021: Melanie Stansbury (D) verkozen met 60% in het 1e congresdistrict van New Mexico
- 27 juli 2021: Jake Ellzey (R) verkozen met 53% in het 6e congresdistrict van Texas
- 2 november 2021:
  - Shontel Brown (D) verkozen met 79% in het 11e congresdistrict van Ohio
  - Mikey Carey (R) verkozen met 58% in het 15e congresdistrict van Ohio.

Bij elk van deze zes verkiezingen ging de zetel naar een kandidaat van de zittende partij.

### Staatsniveau

Uitslag van de gouverneursverkiezingen: in Virginia veroverde Republikein Glenn Youngkin het gouverneurschap, in New Jersey en Californië hielden de Democraten Phil Murphy en Gavin Newsom vast aan hun ambt.

In de staten New Jersey en Virginia werden gouverneursverkiezingen gehouden, terwijl in Californië een recall plaatsvond om de zittende gouverneur af te zetten. In Virginia veroverde Republikein Glenn Youngkin het gouverneurschap van de Democraten. In New Jersey hield Democraat Phil Murphy vast aan zijn ambt. De recall-verkiezing in Californië strandde 38% voorstemmen, waardoor Gavin Newsom aanbleef.
In New Jersey en voor het lagerhuis van Virginia werden ook parlementsverkiezingen georganiseerd.

### Lokaal niveau
Op tal van plaatsen werden staats- en lokale mandatarissen gekozen. In onder meer de stad New York werden burgemeestersverkiezingen gehouden.